# Frank Wilczek
Pour les articles homonymes, voir Wilczek.
Frank Wilczek, né le 15 mai 1951 à Mineola dans l'État de New York, est un physicien américain. Il est, avec H. David Politzer et David Gross, colauréat du prix Nobel de physique de 2004 « pour leur découverte de la liberté asymptotique dans la théorie de l'interaction forte ».

## Biographie
Frank Wilczek naît à Mineola dans l'État de New York de parents d'origines polonaise et italienne. Il étudie dans une école publique du Queens. Il obtient un baccalauréat ès sciences de mathématiques à l'université de Chicago en 1970, puis une maîtrise (1972) dans la même discipline et un doctorat de physique (1974) à Princeton. Il détient la chaire Herman Feshbach (en) du centre de physique théorique du MIT puis travaille à l'Institute for Advanced Study et à l'Institut Kavli de physique théorique de l'université de Californie à Santa Barbara. Il reçoit la médaille Lorentz en 2002.
Il se marie avec Betsy Devine (en) le 3 juillet 1973.

## Recherches
En 1973, pendant son doctorat, Frank Wilczek travaillant avec David Gross à l'université de Princeton, découvre la liberté asymptotique : plus les quarks sont proches, plus l'interaction forte (ou la charge de couleur) est faible. Dans le cas extrême, la force nucléaire entre eux est si faible que les quarks se comportent quasiment comme des particules libres. La théorie, découverte indépendamment par H. David Politzer, a été indispensable au développement de la chromodynamique quantique.
Frank Wilczek découvre ou aide au développement des axions, les anyons, la liberté asymptotique, la supraconductivité de couleur dans la forme de matière dégénérée hypothétique pouvant apparaître au-dessus de la limite d'Oppenheimer-Volkoff, et d'autres aspects de la chromodynamique quantique. Il travaille sur plusieurs domaines, physique de la matière condensée, astrophysique et physique des particules.

## Honneurs
En 1986, il reçoit le prestigieux prix Sakurai. 
Il a reçu le titre de docteur honoris causa de l'université Jagellonne de Cracovie en 2012.
En 2022, il reçoit le prix Templeton.

## Publications
- Fractional Statistics and Anyon Superconductivity, décembre 1990
- Geometric Phases in Physics, décembre 1988
- Longing for the Harmonies: Themes and Variations in Modern Physics, avril 1989 (avec Betsy Devine (en))
- Fantastic Realities: 49 Mind Journeys And a Trip to Stockholm, mars 2006
- La musica del vuoto. 2007, Rome, Di Renzo Editore
- " A Beautiful Question" Finding Nature's Deep Design, Penguin Press, NY, 2015
- Fondamentaux : 10 clés pour comprendre le réel, Quanto, 2021